# ストローマン (企業)
ストローマン（独: Straumann Holding AG）は、世界最大のデンタルインプラントメーカー。スイス・バーゼルに本拠を置き、世界70カ国以上で事業を展開する。日本法人はストローマン・ジャパン株式会社。スイス証券取引所上場企業（SIX: STMN）。

## 沿革
1925年の冬、時計業界勤務のエンジニアでスキージャンプ競技者であったReinhard Straumannは、競技中に転倒し入院生活を余儀なくされたことを契機に、研究テーマを時計の精度向上に関する冶金研究から、骨の構造及び加齢に伴う変化へと転換、1930年代から骨の結晶構造に関する一連の論文を発表し評価を得た。1954年、息子のFritz Straumannと共に合資会社Dr.Ing. R.Straumann Research Institute AG（ストローマン研究所）をドイツ・ヴァルデンブルクに設立、バーゼル大学医学部等との提携による骨折治療技術の研究を進め、有害物質を含まない耐摩耗性に優れた合金の開発は1964年、骨折治療に初めてインプラントを使用、また整形インプラントと器具の発売に結実した。1968年に歯のぐらつきに関連して歯科研究に着手、チューリッヒ大学の研究からネジ式歯根を開発したことから注目を集め、1974年に歯科大学病院の協力のもと、中空シリンダータイプの初のチタン製インプラントを開発、1980年に初の海外拠点をドイツに設立、1990年代以降は世界各国への支社設立が相次ぎ、グローバル企業へと変貌した。
1998年に株式を公開し、スイス証券取引所に上場した。2002年にKuros Therapeutics AGを買収し生体材料分野に参入、2003年にエムドゲインで知られ歯周組織の再生技術に定評を持つスウェーデン・マルメのBiora ABを買収、2007年にCAD/CAMのコンピューターを利用したインプラント構成物製造技術に定評を持つドイツ・ミュンヘンのEtkon AGを買収した。2004年に本社をスイス・バーゼルに移転、2000年設立のスイス・ヴィルレ（Villeret）の工場に加え、アメリカ法人のあるマサチューセッツ州・アンドーバーに2005年6月大規模工場が新設され、歯科用インプラントに加え口腔組織再生や歯周病治療等に関する製品の製造が行われている。

## 日本法人
日本法人は2007年8月に設立され、歯科機器・用具の輸入・販売を中心に、情報サイト「ストローマンパートナーズ」の運営やセミナーの開催を通じ、歯科医療に関する情報提供サービスを行っている。東京（港区）に本社を持ち、各地に営業拠点を持つ。